# Aphanistes cuneatus
Aphanistes cuneatus là một loài tò vò trong họ Ichneumonidae.